# Schweinberg (Graz)
Der Schweinberg ist ein 535 m ü. A. hoher Hügel im österreichischen Bundesland Steiermark. Die Erhebung befindet sich im Osten der Landeshauptstadt Graz auf der Grenze zur Gemeinde Kainbach bei Graz.

## Lage und Umgebung
Der Schweinberg liegt im Stadtbezirk Ries und erhebt sich rund 400 m südlich des Riedels mit der Ortsbezeichnung Auf der Ries, über den die Gleisdorfer Straße (B 65) verläuft. Nach Süden hin fällt das Gelände zum dicht besiedelten Ragnitztal ab. Westlich und östlich vom Schweinberg ziehen Seitengräben zum Ragnitztal, der westliche trennt die Erhebung vom Fuchsriegel. Am Westhang des südlichen Ausläufers befindet sich in Haidegg die Abteilung 10 (Land- und Forstwirtschaft) der Steiermärkischen Landesregierung. Der Schweinberg ist Teil des Landschaftsschutzgebiets Nördliches und östliches Hügelland von Graz (LSG-30) und kann auf einem Wanderweg überquert werden.

## Geologie und Geomorphologie
Der Schweinberg ist aus miozänen Sanden und Tonen aufgebaut, welche typischerweise einen Großteil des Steirischen Beckens ausfüllen. Die großteils bewaldete Westseite des Hügels ist Teil des Wildbacheinzugsgebiets Schweinbergbach und weist Spuren einiger älterer Rutschungen auf.